# Neusiedl am See
Neusiedl am See (węg. Nezsider, chorw. Niuzalj) – miasto powiatowe w Austrii, w kraju związkowym Burgenland, siedziba powiatu Neusiedl am See. Liczy 7,49 tys. mieszkańców (1 stycznia 2014).

## Współpraca
Miejscowość partnerska:
- Deggendorf, Niemcy